# Néstor Portocarrero
Néstor Portocarrero (La Paz, 1905 - 1948) fue un músico y compositor boliviano. Es conocido por ser el autor del tango Illimani, una composición dedicada a la ciudad de La Paz, muy popular en su país.

## Biografía
Hijo de Doña Genoveva Portocarrero Ponce de León y del jurisconsulto y diputado potosino Luis Serrudo Vargas, con quien solo tuvo contactos ocasionales, ya adulto y hacia el final de sus días. Tal vez esta ausencia paterna hizo de Portocarrero un hombre discreto, nostálgico y sentimental.
Falleció el 3 de noviembre de 1948 a los pies del Illimani, en la ciudad que tanto amo, año en que se cumplía el IV Centenario de la fundación de esta urbe. Murió minado por la tuberculosis y la necesidad, heredados de su participación voluntaria en la campaña del Chaco, según recuerda Julio Díaz Arguedas. 
Los pocos amigos artistas que asistieron a su funeral en el Cementerio General de La Paz, recuerdan que a lo lejos, desde la zona de Miraflores, azarosamente se escucharon los acordes del tango Illimani, interpretado por una casual banda militar, quiso el destino, que su ciudad tan amada se despidiera de él con esa interpretación fortuita.
Una reseña de Antonio Paredes Candia destaca que Néstor Portocarrero se formó en la Escuela Militar de Música y luego se trasladó a la Argentina, donde fue parte de la Orquesta del maestro Carlos Chiardi, como baterista; allí adquirió el gusto por el tango y se introdujo en los secretos interpretativos y creativos de este ritmo. 
Poco se sabe de su estancia en ese país, solo que estableció contacto y amistad con los grandes músicos argentinos de esa época, uno de los más notables: Enrique Santos Discépolo quien incluso hiciera un viaje no–documentado a Bolivia para visitarlo en su domicilio de La Paz.
Retornó a Bolivia en 1925 y hacia 1930 hizo una gira por varios países y ciudades de su país que culminó en Potosí y Sucre como baterista de la orquesta argentina Basilio-Giudice. Sus amigos artistas los recordaban como un notable pianista; sin embargo, una artritis prematura le impidió continuar ejecutando este instrumento.
Otros amigos lo recuerdan conformando la Orquesta Estable del Hotel Cochabamba junto a los músicos Tomás Guzmán, Carlos Barrón, Ezequiel Catacora y acompañando a los cantantes Néstor Hugo vidaurre, Gastón Peñaloza Vila, y la cancionista argentina Rosita Quintana. 
Con la Orquesta de Chiardi se presentó en ocasión del festejo del primer centenario de la República de Bolivia, el 6 de agosto de 1925, en varias actuaciones en el Palacio de Gobierno y en los principales centros de sociales de la época.
Asistió a la Guerra del Chaco como parte del Regimiento Bolívar Segundo de Artillería y combatió en Alihuatá y el Fortín Ballivián, destacándose por su conducta, actitud y solidaridad. Posteriormente, esta participación y sus consecuencias ocasionarían su fallecimiento prematuro, aquejado por la tuberculosis contraída en la guerra del Chaco.

## Composiciones
- Tango Illimani
- Cielo paceño (tango)
- Íntima (vals)
- Cochabamba (tango)
- El rosal (tango)
- Madrecita (tango-canción)
- Canillita (tango)

### Tango Illimani
Néstor Portocarrero es el autor del infinito tango Illimani, apasionadamente cantado por varias generaciones; compuesto durante los días en que se batía en las áridas tierras del Chaco, en el conflicto bélico con el Paraguay. 
Este tango es considerado, por mérito propio, un himno a la ciudad de La Paz y a la nostalgia que provoca en sus hijos, propios y adoptivos, la ausencia de esta tierra; enraizado en los corazones de muchos paceños y bolivianos que reconocen su originalidad y hermosura.
Illimani ha sido cantado e interpretado por diversos artistas bolivianos y extranjeros como: Alberto Castillo, Argentino Ledezma, Pedro Lauga, Carlos Argüello, la Orquesta Estable del sello Victor dirigida por el maestro Adolfo Carabelli; la Orquesta de Ángel Condercuri (bandoneonista, director, arreglador y compositor argentino); la Orquesta de Jorge Dragone; y más recientemente, por el trío del considerado uno de los mejores bandoneonista vigentes, discípulo y acompañante de Astor Piazzolla: Néstor Marconi y su conjunto que acompañaron a la cantante Patricia Ribera en su interpretación. En Bolivia lo interpretaron casi todos los artistas notables de antaño y de la actualidad. 
¿Cómo se escribió el tango Illimani?: así lo recuerda uno de sus compañeros de campaña que fue Benjamín Saravia Ruelas, quien con precisión señala a la noche del 31 de diciembre de 1932 y el amanecer del primer día de 1933 como el momento de gestación de la célebre obra. 
Él mismo cuenta sobre aquella noche: “Entonces nuestro camarada Néstor Portocarrero, cuyas aptitudes de musicólogo conocíamos, se puso a escribir algo que lo angustiaba. Dejaba caer de rato en rato unas lágrimas. Y vimos que en un pentagrama improvisado escribía una melodía… / Ansiosamente hemos esperado que Portocarrero concluya el producto de su inspiración de Año Nuevo. Y cuando empezó a tararear las notas de su pentagrama, nuestra emoción llegó a su grado máximo. ¡Estaba naciendo el tango ‘Illimani’ simultáneamente con el nuevo año 1933!”.
La letra dice: “Tierra mía mi canción como un lamento / ve en las noches de esta innata lejanía / y en mis versos el recuerdo hecho armonía / sollozando por el monte lleva el viento. // Es tu cielo de un azul inmaculado / son tus flores de un perfume sin igual, / desde el lago Titicaca te han cantado / mil sirenas con sus voces de cristal. // Sopocachi de mis sueños juveniles, / quince abriles quién volviera hoy a tener, / Miraflores mi refugio dominguero / sólo espero a tu regazo volver. // Y cantar mi serenata bajo tu luna de plata / cerca del amanecer / y entre amigos y cerveza disipar esta tristeza / y una nueva vida hacer”.
Néstor Portocarrero tiene otras composiciones notables por su concepción y creatividad como: “Cielo paceño” tango de dificultosa y exigente ejecución; Intima (vals); “Cochabamba” (tango); “El rosal” (tango); “Madrecita” (tango-canción), “Milonguita” y “Canillita” tango que denota la sensibilidad social del artista.
Tango Illimani
Tierra mía mi canción como un lamento

Traen en las noches de esta ignota lejanía

y en tus versos el recuerdo hecho armonía

sollozando por el monte lleva el viento.

Es tu cielo de un azul inmaculado

son tus flores de un perfume sin igual,

desde el lago Titicaca te han cantado

mil sirena con sus voces de cristal.

Sopocachi de mis años juveniles,

quince abriles quién volviera ahora a tener,

Miraflores mi refugio dominguero

solo espero a tu regazo volver.

Y cantar mi serenata bajo tu luna de plata

cerca del amanecer

y entre amigos con cerveza disipar esta tristeza

y una nueva vida hacer.

La Paz, hija del nevado más hermoso

Por su ronco Choqueyapu acariciada

Donde guardo los tesoros más preciados:

Las sonrisas y los besos de mi amada

Nido andino no te olvido ni un momento

Illimani majestuoso de mi amor

Nieve altiva que escuchaste el juramento

De tus hijos que luchamos por tu honor

Sopocachi...